# Општина Тулгеш (Харгита)
Тулгеш (рум. Tulgheş) општина је у Румунији у округу Харгита.
Oпштина се налази на надморској висини од 812 m.